# Гостський Роман Іванович
Роман Іванович Гостський (? — після 1584) — руський (український) боярин з роду Кирдійовичів, гербу Кирдій. Зем'янин у Луцькому та Кременецькому повітах Волинського воєводства, Овруцькому старостві Київського воєводства Великого князівства Литовського, Корони Польської. Родове гніздо – Гоща.

## Біографія та діяльність
Роман Гостський син волинського зем'янина Івана Богдановича Гостського. Згадується в ревізії Овруцького замку 1545 року де зазначено, що в Київській землі він мав село Гостське з трьома димами. Також фігурує в ревізії Луцького замку 1545 року поряд з двоюрідним братом Ярофієм Гостським як відповідальний за одну з городень мосту через річку Стир. Вони разом у 1557 році здійснили поділ родових володінь, зокрема тоді Роман Гостський отримав половину села Звірів яке мало важливе логістичне значення. У Київській землі отримав село Курчиця на березі річки Случ і селище Тайки. Згідно реєстру 1577 року до його володінь входили Гоща, Майків, Блудів, Андрусіїв, Синів, Тудорів, Бранів, Бокшин і Терентіїв. У 1583 році додалися частини сіл Застав'я та Котів. 
Роман Гостський серед інших волинських шляхтичів які підписали Люблінську унію1569 року.
Першою з відомих дружин Романа Гостського є князівна Софія Михайлівна Козечанка. Наступним шлюбом за кременецькою повітницею Марією Романівною Цатянкою (назва прізвища від села Цат). Саме тому згідно ревізії Кременецького замку 1552 року разом із чоловіками її сестер Роман Гостський відповідає за городні сіл Ридомль і Борщівка, що становили вотчину роду Цат. Наступний шлюб Романа Гостського з Марією (Марушею) Кирдіївною Мильською, донькою Петра Кирдія Мильського. До цього вона була в шлюбі за холмським підчашим Янушем Крупським. Після смерті Маруші Кирдіївни у придане за нею Петро Кирдій Мильський надав своєму зятю Роману Гостському маєток Гать біля Луцька, 400 коп грошей на маєтку Киселин і 1 000 коп грошей у виправі, а зять зобов'язався записати майбутній дружині на своїх воолодіннях у Холмщині 7 000 золотих і "довічне проживання". Остання з відомих дружин Романа Гостського, зем'янка з Белзької землі Дорота Корчмінська. У лютому 1581 року він записав їй 200 коп грошей литовських на маєтку Терентіїв та третину міста Гоща. 
Сини Романа Гостського — Ярофій, Гаврило та доньки Марія, Настасія, Софія, Богумила найбільш імовірно, що походять з першого й другого шлюбів, адже під час продажу частини села Звірів у 1563 році Роман Гостський зазначав, що всіх доньок видав заміж. Востаннє згаданий у записі добр доньці Марії 1584 року.